# Daniel Vázquez Sosa
Daniel Vázquez Sosa (18 de mayo de 1995, Miguel Hidalgo, Distrito Federal, México) es un futbolista mexicano, juega como defensa y actualmente no tiene equipo.

## Estadísticas
| C. América Coapa · México                               | 3ª            | 2012-13       | 10 | 0 | - | - | - | - | 10 | 0 |
| C. América Coapa · México                               | Total club    | Total club    | 10 | 0 | - | - | - | - | 10 | 0 |
| C. América · México                                     | 1ª            | 2015          | 3  | 0 | - | - | - | - | 3  | 0 |
| C. América · México                                     | Total club    | Total club    | 3  | 0 | - | - | - | - | 3  | 0 |
| Alebrijes · México                                      | 2ª            | 2016-17       | 15 | 0 | 4 | 0 | - | - | 19 | 0 |
| Alebrijes · México                                      | Total club    | Total club    | 15 | 0 | 4 | 0 | - | - | 19 | 0 |
| C. América Premier · México                             | 3ª            | 2017-18       | 29 | 0 | - | - | - | - | 29 | 0 |
| C. América Premier · México                             | Total club    | Total club    | 29 | 0 | - | - | - | - | 29 | 0 |
| Total carrera                                           | Total carrera | Total carrera | 57 | 0 | 4 | 0 | 0 | 0 | 61 | 0 |
| (1)Incluye datos de la Copa México. (2)Incluye datos de |               |               |    |   |   |   |   |   |    |   |